# El nadador inmóvil
El nadador inmóvil es una película de Argentina filmada en blanco y negro dirigida por Fernán Rudnik sobre su propio guion que se estrenó el 18 de mayo de 2000 y que tuvo como actores principales a Diego Starosta, Ramiro Starosta y Lupe Pérez García.

## Sinopsis
Película experimental, basada en la vida de un muchacho del suburbio.

## Reparto
- Diego Starosta
- Ramiro Starosta
- Lupe Pérez García
- Daniela Podcaminsky
- Valeria Narváez
- Alejandro Malenco
- Luva

## Comentarios
Guillermo Ravaschino en el sitio web cineismo.com dijo:

« …opera prima...Que carece de diálogos y a falta de peripecias, es decir de conflictos narrativos palpables, invita a seguir el derrotero de su silencioso protagonista...hay un muy elaborado trabajo de sonorización.. Y lo que se oye nunca coincide exactamente con lo que se ve. Antes bien, lo comenta...la fotografía en blanco y negro vuelve a traducirse en planos contrastados, cielos plomizos y un aire ciertamente surreal...No está muy claro si habla del hartazgo, del desgano y la resignación... o si son esos algunos de sus propios rasgos. Es que al aspecto dramático le falta esa mirada que era tan palpable desde lo formal. Esto apura otras preguntas que no pueden ni deben responderse. Y que cuando todo marcha bien, ni siquiera deberían formularse. La más típica: ¿qué quiso decir?.»

Diego Lerer en Clarín dijo:

«...los personajes se dejan envolver por el silencio. No es el silencio ambiente, forzado, de un director que apuesta a un registro mudo, sino un silencio de voces generado por los hábitos de Salva, el protagonista.... Es una película de formas, de esquemas. Y el director anula toda significación más evidente. El filme...requiere una inusual entrega de sus espectadores. La propuesta se aprecia mejor prestando infinita atención a los sonidos... entregándose a la abulia que envuelve a Salva y conviviendo con ella de la misma manera que a diario se convive con el vacío y la soledad.» 

## Candidaturas
El filme fue candidato al Premio Cóndor de Plata 2001 a la mejor fotografía.